# Lisice (województwo wielkopolskie)
Lisice – wieś w Polsce, położona w województwie wielkopolskim, w powiecie kolskim, w gminie Dąbie.
| SIMC    | Nazwa  | Rodzaj    |
| ------- | ------ | --------- |
| 0282582 | Janina | część wsi |

Wieś szlachecka położona była w drugiej połowie XVI wieku w powiecie łęczyckim województwa łęczyckiego. W latach 1975–1998 miejscowość administracyjnie należała do województwa konińskiego.